# Dražen Dalipagić
Dražen »Praja« Dalipagić, srbski košarkar, * 27. november 1951, Mostar, Jugoslavija, † 25. januar 2025, Beograd, Srbija. 
Dalipagić je bil član legendarne zasedbe, tako imenovane druge zlate generacije jugoslavije od treh skupaj. S svojimi 197 cm je bil igralec na poziciji branilca, lahko pa je igral tudi kot nizko krilo. Skupaj je za reprezentanco zbral kar 243 nastopov in osvojil številne medalje z najmočnejših tekmovanj. Na klubski ravni je s Partizanom osvojil tako državo prvenstvo kot Pokal Radivoja Koraća. 
Bil je sprejet v hišo slavnih in je med 50 najboljšimi košarkarji vseh časov po FIBA. 

## Igralska kariera
Z igranjem košarke je začel zelo pozno, šele pri 19 letih, saj je prej raje igral nogomet. 

### Klubska kariera
Dalipagić je večji del svoje klubske kariere igral za beograjski Partizan, kjer je bil skupaj z reprezentančnim kolegom Kićanovićem v tandemu. Skupaj sta tvorila zunanji dvojec, ki je bil strelsko izjemno uspešen. Leta 1978 je s Partizanom osvojil Pokal Radivoja Korača potem, ko so v finalu premagali še eno jugoslovansko ekipo, sarajevsko Bosno. V Bosni je bil glavni nasprotnik igralec, ki je bil Draženov reprezentančni sotekmovalec, to je Mirza Delibašić. Tekmo je Partizan dobil šele po podaljšku z rezultatom 117-110, potem, ko je Dalipagić dosegel izjemnih 48 točk in je bil s tem najboljši strelec finala. 
Kasneje je krajši čas igral tudi za Reyer Venezia, Real Madrid, A.P.U. Udine, Scaligera Verona in KK Crvena zvezda. V letih 1977 in 1978 je bil izbran za evropskega košarkarja leta. 

### Državna reprezentanca
Za jugoslovansko reprezentanco je med letoma 1973 in 1986 odigral 243 uradnih tekem. Trikrat je nastopil na poletnih olimpijskih igrah, kjer je osvojil zlato medaljo leta 1980, srebrno leta 1976 in bronasto leta 1984. Na svetovnih prvenstvih je osvojil naslov prvaka leta 1978 ter eno srebrno in dve bronasti medalji, na evropskih prvenstvih pa tri zaporedne naslove prvaka, in sicer v letih 1973, 1975 in 1977 ter nato še po eno srebrno na EP 1981 in bronasto medaljo na EP 1979.
Na EP 1977 je bil med najboljšimi strelci, na lestvici učinkovitosti je bil sedmi s skupno 136 točkami na sedmih tekmah, kar je zneslo 19,4 točke na tekmo. Tako je bil med najzaslužnejšimi, da je Jugoslavija osvojila tretjo zaporedno zlato medaljo. 
Za reprezentanco je igral še močno v osemdeseta, še dolgo potem ko so vsi njegovi soigralci iz sedemdesetih prenehali z nastopi. Zaključil je šele leta 1986 v starosti 35 let, potem ko je zbral izjemnih 243 nastopov. 
Leta 2004 je bil sprejet v Košarkarski hram slavnih, leta 2007 pa še v Mednarodni košarkarski hram slavnih.